# Heather Miller-Koch
Heather Miller-Koch (ur. 30 marca 1987 w Madison) – amerykańska lekkoatletka specjalizująca się w wielobojach.
Srebrna medalistka igrzysk panamerykańskich z Toronto (2015). Rok później zadebiutowała na igrzyskach olimpijskich w Rio de Janeiro, zajmując osiemnaste miejsce w rywalizacji siedmioboistek.
Medalistka mistrzostw Stanów Zjednoczonych.
Rekord życiowy: siedmiobój – 6423 pkt. (10 lipca 2016, Eugene); pięciobój – 4105 pkt. (1 marca 2013, Albuquerque).

## Osiągnięcia
| Rok  | Impreza                  | Miejsce        | Konkurencja | Lokata      | Wynik     |
| ---- | ------------------------ | -------------- | ----------- | ----------- | --------- |
| 2015 | Igrzyska panamerykańskie | Toronto        | siedmiobój  | 2. miejsce  | 6178 pkt. |
| 2016 | Igrzyska olimpijskie     | Rio de Janeiro | siedmiobój  | 18. miejsce | 6213 pkt. |